# Омар Коллі
Омар Коллі (англ. Omar Colley, нар. 24 жовтня 1992, Банжул) — гамбійський футболіст, центральний захисник турецького «Бешикташу» та національної збірної Гамбії.

## Клубна кар'єра
У дорослому футболі дебютував 2011 року виступами за команду «Воллідан», взявши участь у 15 матчах Першого дивізіону Гамбії. Згодом провів ще один сезон за місцеви «Реал де Банжул», звідки отримав запрошення до фінського клубу «КуПС».
Після двох років у Фінляндії 2015 року перейшов до шведського «Юргордена». Відіграв за команду з Стокгольма ще півтора роки.
Протягом 2016–2018 років виступав у Бельгії за «Генк», з якого влітку 2018 року за 8 мільйонів євро перейшов до італійської «Сампдорії».

## Виступи за збірні
Захищав кольори юнацької (U-17) і молодіжної збірних Гамбії. На молодіжному рівні зіграв у 10 офіційних матчах.
2012 року дебютував в офіційних матчах за національну збірну Гамбії. У її складі був учасником Кубка африканських націй 2021 року в Камеруні.
| Дата       | Місто       | Господарі                        | Результат               | Гості                            | Турнір                                     | Голи | Примітки         |
| ---------- | ----------- | -------------------------------- | ----------------------- | -------------------------------- | ------------------------------------------ | ---- | ---------------- |
| 15-12-2012 | Бенгела     | Ангола                           | 1 – 1                   | Гамбія                           | товариський матч                           | -    |                  |
| 20-1-2013  | Ніамей      | Нігер                            | 1 – 3                   | Гамбія                           | товариський матч                           | -    | Вийшов на заміну |
| 23-3-2013  | Абіджан     | Кот-д'Івуар                      | 3 – 0                   | Гамбія                           | Відбір до ЧС 2014                          | -    | 80'              |
| 8-6-2013   | Бакау       | Гамбія                           | 0 – 3                   | Кот-д'Івуар                      | Відбір до ЧС 2014                          | -    | 47'              |
| 15-6-2013  | Марракеш    | Марокко                          | 2 – 0                   | Гамбія                           | Відбір до ЧС 2014                          | -    |                  |
| 7-9-2013   | Бакау       | Гамбія                           | 2 – 0                   | Танзанія                         | Відбір до ЧС 2014                          | -    |                  |
| 13-6-2015  | Дурбан      | ПАР                              | 0 – 0                   | Гамбія                           | Відбір до Кубка африканських націй 2017    | -    |                  |
| 13-10-2015 | Віндгук     | Намібія                          | 2 – 1                   | Гамбія                           | Відбір до ЧС 2018                          | -    |                  |
| 25-3-2016  | Нуакшот     | Мавританія                       | 2 – 1                   | Гамбія                           | Відбір до Кубка африканських націй 2017    | -    | кап.             |
| 29-3-2016  | Бакау       | Гамбія                           | 0 – 0                   | Мавританія                       | Відбір до Кубка африканських націй 2017    | -    | кап.             |
| 4-6-2016   | Бакау       | Гамбія                           | 0 – 4                   | ПАР                              | Відбір до Кубка африканських націй 2017    | -    | кап.             |
| 27-3-2017  | Рабат       | Центральноафриканська Республіка | 1 – 2                   | Гамбія                           | товариський матч                           | -    | кап.             |
| 11-6-2017  | Котону      | Бенін                            | 1 – 0                   | Гамбія                           | Відбір до Кубка африканських націй 2019    | -    | кап. 15'         |
| 23-3-2018  | Бакау       | Гамбія                           | 1 – 1                   | Центральноафриканська Республіка | товариський матч                           | -    | кап.             |
| 22-3-2019  | Бліда       | Алжир                            | 1 – 1                   | Гамбія                           | Відбір до Кубка африканських націй 2019    | -    | кап.             |
| 7-6-2019   | Марракеш    | Гвінея                           | 0 – 1                   | Гамбія                           | товариський матч                           | -    | кап.             |
| 12-6-2019  | Марракеш    | Марокко                          | 0 – 1                   | Гамбія                           | товариський матч                           | -    | кап.             |
| 6-9-2019   | Бакау       | Гамбія                           | 0 – 1                   | Ангола                           | Відбір до ЧС 2022                          | -    | кап.             |
| 10-9-2019  | Луанда      | Ангола                           | 2 – 1                   | Гамбія                           | Відбір до ЧС 2022                          | -    | кап.             |
| 13-10-2019 | Бакау       | Гамбія                           | 1 – 1 д.ч. (3 – 2 п.п.) | Джибуті                          | Відбір до Кубка африканських націй 2021    | -    | кап.             |
| 13-11-2019 | Луанда      | Ангола                           | 1 – 3                   | Гамбія                           | Відбір до Кубка африканських націй 2021    | -    |                  |
| 18-11-2019 | Бакау       | Гамбія                           | 2 – 2                   | ДР Конго                         | Відбір до Кубка африканських націй 2021    | -    |                  |
| 9-10-2020  | Паршал      | Гамбія                           | 1 – 0                   | Республіка Конго                 | товариський матч                           | -    |                  |
| 12-11-2020 | Франсвіль   | Габон                            | 2 – 1                   | Гамбія                           | Відбір до Кубка африканських націй 2021    | -    | 58'              |
| 16-11-2020 | Бакау       | Гамбія                           | 2 – 1                   | Габон                            | Відбір до Кубка африканських націй 2021    | -    | 80'              |
| 25-3-2021  | Бакау       | Гамбія                           | 1 – 0                   | Ангола                           | Відбір до Кубка африканських націй 2021    | -    |                  |
| 29-3-2021  | Кіншаса     | ДР Конго                         | 1 – 0                   | Гамбія                           | Відбір до Кубка африканських націй 2021    | -    | кап.             |
| 5-6-2021   | Манавгат    | Гамбія                           | 2 – 0                   | Нігер                            | товариський матч                           | -    |                  |
| 11-6-2021  | Манавгат    | Косово                           | 1 – 0                   | Гамбія                           | товариський матч                           | -    |                  |
| 9-10-2021  | Ель-Джадіда | Гамбія                           | 1 – 2                   | Сьєрра-Леоне                     | товариський матч                           | -    | кап.             |
| 12-10-2021 | Ель-Джадіда | Гамбія                           | 2 – 1                   | Південний Судан                  | товариський матч                           | -    | кап.             |
| 16-11-2021 | Абу-Дабі    | Нова Зеландія                    | 2 – 0                   | Гамбія                           | товариський матч                           | -    | кап.             |
| 12-1-2022  | Лімбе       | Мавританія                       | 0 – 1                   | Гамбія                           | Кубок африканських націй 2021 - 1-й етап   | -    |                  |
| 16-1-2022  | Лімбе       | Гамбія                           | 1 – 1                   | Малі                             | Кубок африканських націй 2021 - 1-й етап   | -    | кап.             |
| 20-1-2022  | Лімбе       | Гамбія                           | 1 – 0                   | Туніс                            | Кубок африканських націй 2021 - 1-й етап   | -    |                  |
| 24-1-2022  | Бафусам     | Гвінея                           | 0 – 1                   | Гамбія                           | Кубок африканських націй 2021 - 1/8 фіналу | -    |                  |
| Усього     |             | Матчів                           | 36                      |                                  | Голів                                      | 0    |                  |

## Титули і досягнення
- Володар Кубка Туреччини (1):

«Бешикташ»: 2023–24
- Володар Суперкубка Туреччини (1):

«Бешикташ»: 2024
Збірні
- Чемпіон Африки (U-17): 2009